# Alar del Rey
Alar del Rey és un municipi de la comarca de Boedo-Ojeda, a la província de Palència, a la comunitat autònoma de Castella i Lleó. Limita amb Aguilar de Campoo, Herrera de Pisuerga, Prádanos de Ojeda i Santibáñez de Ecla (Província de Palència) i amb la Província de Burgos.